# 日本の廃線年表
日本の廃線年表では、日本で廃線になった鉄道路線を、廃止当時の鉄道事業者・路線名・駅名を記載した年表形式でまとめる。廃止扱いではないルート変更や、廃止であっても他の事業者に移管されたもの（並行在来線など）は扱わない。
また、計画段階で頓挫した路線及び建設途中で開業を断念した路線は「未成線」を、専用線・専用鉄道については「専用鉄道」を、索道（ロープウェイ・リフト）については「日本の索道」で扱う。
県別の廃線は「日本の廃止鉄道路線一覧」を参照。

## 年表

### 1910年代
1911年
- 10月1日：
  - 鉄道院大蔵線（小倉駅 - 黒崎駅）廃止。[1]
  - 鉄道院小倉裏線（北篠崎聯絡所 - 板櫃聯絡所）廃止。[2]

1916年
- 6月21日：鉄道院小倉裏線（富野信号場 - 北篠崎聯絡所）廃止。[3]

### 1960年代
1961年
- 6月1日：国鉄芦屋線（遠賀川駅 - 筑前芦屋駅）廃止。[4]

1964年
- 5月11日：国鉄柳ヶ瀬線（木ノ本駅 - 敦賀駅）廃止。[5]

1966年
- 12月19日：国鉄宇品線（広島駅 - 宇品駅）廃止[6]。

1967年
- 8月31日：国鉄柚木線（左石駅 - 柚木駅）廃止[6]。
- 12月1日：羽後交通雄勝線（梺駅 - 西馬音内駅）部分廃止。

1968年
- 10月1日：山形交通高畠線（高畠駅[旧] - 二井宿駅）部分廃止。

1969年
- 12月7日：
  - 国鉄幸袋線（小竹駅 - 二瀬駅）廃止[6]
  - 国鉄幸袋線の伊岐須支線（幸袋駅 - 伊岐須駅）廃止[6]。

### 1970年代
1970年
- 9月10日：山形交通尾花沢線（大石田駅 - 尾花沢駅）廃止。
- 10月31日：国鉄胆振線の脇方支線（京極駅 - 脇方駅）廃止[6]。
- 12月1日：国鉄根北線（斜里駅 - 越川駅）廃止[6]。

1971年
- 5月1日：国鉄吾妻線の太子支線（長野原駅 - 太子駅）廃止[6]。
- 7月20日：羽後交通横荘線（横手駅 - 沼館駅）廃止。
- 8月20日：国鉄唐津線の岸嶽支線（山本駅 - 岸嶽駅）廃止[6]。
- 12月26日：
  - 国鉄臼ノ浦線（佐々駅 - 臼ノ浦駅）廃止[6]。
  - 国鉄世知原線（肥前吉井駅 - 世知原駅）廃止[6]。

1972年
- 1月15日：国鉄鍛冶屋原線（板野駅 - 鍛冶屋原駅）廃止[6]。
- 2月11日：茨城交通茨城線（赤塚駅 - 大学前駅）廃止。
- 2月16日：花巻電鉄鉄道線（花巻駅 - 花巻温泉駅）廃止。
- 2月29日：
  - 国鉄三国線（金津駅 - 芦原駅）廃止[6]。
  - 国鉄篠山線（篠山口駅 - 福住駅）廃止[6]。
- 4月1日：下津井電鉄下津井電鉄線（茶屋町駅 - 児島駅）部分廃止。
- 5月13日：国鉄川俣線（松川駅 - 岩代川俣駅）廃止[6]。
- 6月19日：国鉄札沼線（新十津川駅 - 石狩沼田駅）廃止[6]。
- 10月31日：国鉄舞鶴線の中舞鶴支線（東舞鶴駅 - 中舞鶴駅）廃止[6]。

1973年
- 3月31日：国鉄中央本線の下河原支線（国分寺駅 - 東京競馬場前駅）廃止[6]。
- 4月1日：羽後交通雄勝線（湯沢駅 - 梺駅）廃止。
- 9月9日：国鉄函館本線の南美唄支線（美唄駅 - 南美唄駅）廃止[6]。

1974年
- 9月30日：国鉄和歌山線（田井ノ瀬駅 - 紀和駅）部分廃止[6]。
- 11月18日：
  - 山形交通三山線（羽前高松駅 - 間沢駅）廃止。
  - 山形交通高畠線（糠ノ目駅 - 高畠駅[旧]）廃止。

1975年
- 4月1日：庄内交通湯野浜線（鶴岡駅 - 湯野浜温泉駅）廃止。
- 10月1日：大分交通耶馬渓線（中津駅 - 守実温泉駅）廃止。

1976年
- 10月2日：国鉄函館本線の大町支線（近文駅 - 旭川大町駅）廃止[7]。

### 1980年代
1981年
- 3月31日：国鉄福知山線の尼崎港支線（塚口駅 - 尼崎港駅）廃止[6]。
- 6月30日：国鉄夕張線の登川支線（紅葉山駅 - 登川駅）廃止[6]。

1982年
- 11月14日：国鉄五日市線の岩井支線（武蔵五日市駅 - 武蔵岩井駅）廃止[6]。

1983年
- 3月22日：国鉄筑肥線（博多駅 - 姪浜駅、虹ノ松原駅 - 東唐津駅 - 山本駅）部分廃止[6]。
- 10月23日：国鉄白糠線（白糠駅 - 北進駅）廃止[6]。

1984年
- 3月18日：鹿児島交通枕崎線（伊集院駅 - 枕崎駅）廃止。
- 3月31日：
  - 国鉄赤谷線（新発田駅 - 東赤谷駅）廃止[6]。
  - 国鉄魚沼線（来迎寺駅 - 西小千谷駅）廃止[6]。
  - 国鉄相模線の西寒川支線（寒川駅 - 西寒川駅）廃止[6]。
  - 国鉄清水港線（清水駅 - 三保駅）廃止[6]。
- 4月1日：国鉄日中線（喜多方駅 - 熱塩駅）廃止[6]。
- 11月30日：国鉄高砂線（加古川駅 - 高砂駅）廃止[6]。
- 12月01日 -
  - 国鉄妻線（佐土原駅 - 杉安駅）廃止[6]。
  - 国鉄宮原線（恵良駅 - 肥後小国駅）廃止[6]。

1985年
- 3月13日：国鉄小松島線（中田駅 - 小松島港駅）廃止[6]。
- 3月31日：国鉄倉吉線（倉吉駅 - 山守駅）廃止[6]。

- 4月1日：
  - 国鉄渚滑線（渚滑駅 - 北見滝ノ上駅）廃止[6]。
  - 国鉄相生線（美幌駅 - 北見相生駅）廃止[6]。
  - 国鉄万字線（志文駅 - 万字炭山駅）廃止[6]。
  - 国鉄弥彦線（東三条駅 - 越後長沢駅）部分廃止[6]。
  - 国鉄香月線（中間駅 - 香月駅）廃止[6]。
  - 国鉄室木線（遠賀川駅 - 室木駅）廃止[6]。
  - 国鉄添田線（香春駅 - 添田駅）廃止[6]。
  - 国鉄勝田線（吉塚駅 - 筑前勝田駅）廃止[6]。
  - 国鉄矢部線（羽犬塚駅 - 黒木駅）廃止[6]。

- 7月1日：
  - 国鉄興浜北線（浜頓別駅 - 北見枝幸駅）廃止[6]。
  - 国鉄岩内線（小沢駅 - 岩内駅）廃止[6]。

- 7月15日：国鉄興浜南線（興部駅 - 雄武駅）廃止[6]。
- 9月17日：国鉄美幸線（美深駅 - 仁宇布駅）廃止[6]。
- 11月5日：国鉄手宮線（南小樽駅 - 手宮駅）廃止[6]。

1986年
- 2月15日：熊本電鉄菊池線（御代志駅 - 菊池駅）部分廃止。
- 3月2日：国鉄内子線（五郎駅 - 新谷駅）部分廃止[6]。
- 4月1日：国鉄漆生線（下鴨生駅 - 下山田駅）廃止[6]。
- 10月31日：国鉄播但線の飾磨港支線（姫路駅 - 飾磨港駅）廃止[6]。
- 11月1日：
  - 国鉄富内線（鵡川駅 - 日高町駅）廃止[6]。
  - 国鉄胆振線（伊達紋別駅 - 倶知安駅）廃止[6]。

1987年
- 1月10日：国鉄宮之城線（川内駅 - 薩摩大口駅）廃止[6]。
- 2月2日：国鉄広尾線（帯広駅 - 広尾駅）廃止[6]。
- 3月14日：国鉄大隅線（志布志駅 - 国分駅）廃止[6]。
- 3月16日：国鉄瀬棚線（国縫駅 - 瀬棚駅）廃止[6]。
- 3月20日：国鉄湧網線（中湧別駅 - 網走駅）廃止[6]。
- 3月23日：国鉄士幌線（帯広駅 - 十勝三股駅）廃止[6]。
- 3月28日：
  - 国鉄佐賀線（佐賀駅 - 瀬高駅）廃止[6]。
  - 国鉄志布志線（西都城駅 - 志布志駅）廃止[6]。
- 3月30日：国鉄羽幌線（留萠駅 - 幌延駅）廃止[6]。
- 7月13日：JR北海道幌内線（岩見沢駅 - 幾春別駅）廃止[6]。

1988年
- 2月1日：
  - JR北海道松前線（木古内駅 - 松前駅）廃止[6]。
  - JR九州山野線（水俣駅 - 栗野駅）廃止[6]。
- 4月25日：JR北海道歌志内線（砂川駅 - 歌志内駅）廃止[6]。
- 9月1日：JR九州上山田線（飯塚駅 - 豊前川崎駅）廃止[6]。

1989年
- 4月30日：
  - JR北海道標津線（標茶駅 - 根室標津駅）廃止[6]。
  - JR北海道標津線の厚床支線（中標津駅 - 厚床駅）廃止[6]。
- 5月1日：
  - JR北海道天北線（音威子府駅 - 南稚内駅）廃止[6]。
  - JR北海道名寄本線（名寄駅 - 遠軽駅）廃止[6]。
  - JR北海道名寄本線の湧別支線（中湧別駅 - 湧別駅）廃止[6]。

- 12月23日：JR九州宮田線（勝野駅 - 筑前宮田駅）廃止[6]。

### 1990年代
1990年
- 3月31日：
  - JR西日本鍛冶屋線（野村駅 - 鍛冶屋駅）廃止[6]。
  - JR西日本大社線（出雲市駅 - 大社駅）廃止[6]。

1991年
- 1月1日：下津井電鉄下津井電鉄線（児島駅 - 下津井駅）廃止。
- 7月1日：同和鉱業片上鉄道線（片上駅 - 柵原駅）廃止。

1992年
- 3月20日：新潟交通電車線（白山前駅 - 東関屋駅）部分廃止。
- 4月1日：函館市企業局交通部東雲線（宝来町停留場 - 松風町停留場）廃止。

1993年
- 8月1日：新潟交通電車線（月潟駅 - 燕駅）部分廃止。
- 12月1日：JR貨物細島線（日向市駅 - 細島駅）廃止[6]。

1994年
- 4月1日：野上電気鉄道野上線（日方駅 - 登山口駅）廃止。
- 5月16日：JR北海道函館本線の上砂川支線（砂川駅 - 上砂川駅）廃止[6]。

1995年
- 9月4日：JR北海道深名線（深川駅 - 名寄駅）廃止[6]。

1997年
- 3月8日：JR西日本片町線（京橋駅 - 片町駅）部分廃止[6]。
- 3月31日：JR西日本美祢線の大嶺支線（南大嶺駅 - 大嶺駅）廃止[6]。
- 9月30日：JR東日本信越本線（横川駅 - 軽井沢駅）部分廃止[6]。

1998年
- 4月1日：弘南鉄道黒石線（川部駅 - 黒石駅）廃止。

1999年
- 4月5日：新潟交通電車線（東関屋駅 - 月潟駅）廃止。

### 2000年代
2000年
- 11月26日：西鉄北九州線（黒崎駅前 - 折尾駅）廃止[8]。

2001年
- 2月1日：小田急向ヶ丘遊園モノレール線（向ヶ丘遊園駅 - 向ヶ丘遊園正門駅）廃止。
- 3月31日：JR東海東海道本線の西名古屋港支線（名古屋貨物ターミナル駅 - 西名古屋港駅）部分廃止。
- 4月1日：
  - 苫小牧港開発株式会社線（新苫小牧駅 - 石油埠頭駅）廃止。
  - 下北交通大畑線（下北駅 - 大畑駅）廃止[8]。
  - のと鉄道七尾線（穴水駅 - 輪島駅）部分廃止[8]。
- 10月1日 -
  - 名鉄揖斐線（黒野駅 - 本揖斐駅）部分廃止[8]。
  - 名鉄谷汲線（黒野駅 - 谷汲駅）廃止[8]。
  - 名鉄八百津線（明智駅 - 八百津駅）廃止[8]。
  - 名鉄竹鼻線（江吉良駅 - 大須駅）部分廃止[8]。
  - 福島臨海鉄道小名浜埠頭本線（宮下駅 - 小名浜埠頭駅）廃止。

2002年
- 4月1日：長野電鉄河東線（信州中野駅 - 木島駅）部分廃止[8]。
- 5月26日：南海和歌山港線（和歌山港駅 - 水軒駅）部分廃止[8]。
- 8月1日：南部縦貫鉄道南部縦貫鉄道線（野辺地駅 - 七戸駅）廃止[8]。
- 10月21日：京福電気鉄道永平寺線（東古市駅 - 永平寺駅）部分廃止[8]。

2003年
- 1月1日：有田鉄道有田鉄道線（藤並駅 - 金屋口駅）廃止[8]。
- 11月30日：JR西日本可部線（可部駅 - 三段峡駅）部分廃止。[6]

2004年
- 4月1日：名鉄三河線（碧南駅 - 吉良吉田駅、猿投駅 - 西中金駅）部分廃止[8]。

2005年
- 4月1日：
  - 日立電鉄日立電鉄線（常北太田駅 - 鮎川駅）廃止[8]。
  - のと鉄道能登線（穴水駅 - 蛸島駅）廃止[8]。
  - 名鉄岐阜市内線（岐阜駅前駅 - 忠節駅）廃止[8]。
  - 名鉄揖斐線（忠節駅 - 黒野駅）廃止[8]。
  - 名鉄美濃町線（徹明町駅 - 関駅）廃止[8]。
  - 名鉄田神線（田神駅 - 競輪場前駅）廃止[8]。

2006年
- 4月21日：北海道ちほく高原鉄道ふるさと銀河線（北見駅 - 池田駅）廃止[8]。
- 10月1日：桃花台新交通桃花台線（小牧駅 - 桃花台東駅）廃止[8]。
- 12月1日：神岡鉄道神岡線（猪谷駅 - 奥飛騨温泉口駅）廃止[8]。

2007年
- 4月1日：
  - くりはら田園鉄道くりはら田園鉄道線（石越駅 - 細倉マインパーク前駅）廃止[8]。
  - 鹿島鉄道鹿島鉄道線（石岡駅 - 鉾田駅）廃止[8]。
  - 西鉄宮地岳線（西鉄新宮駅 - 津屋崎駅）部分廃止[8]。
- 9月6日：高千穂鉄道高千穂線（延岡駅 - 槇峰駅）部分廃止[8]。

2008年
- 4月1日：
  - 三木鉄道三木線（三木駅 - 厄神駅）廃止[8]。
  - 島原鉄道島原鉄道線（島原外港駅 - 加津佐駅）部分廃止[8]。

- 12月28日：
  - 名鉄モンキーパークモノレール線（犬山遊園駅 - 動物園駅）廃止[8]。
  - 高千穂鉄道高千穂線（槇峰駅 - 高千穂駅）廃止[8]。

2009年
- 4月1日：小坂製錬小坂線（大館駅 - 小坂駅）廃止。
- 11月1日：北陸鉄道石川線（鶴来駅 - 加賀一の宮駅）部分廃止[8]。

### 2010年代
2012年
- 4月1日：
  - 十和田観光電鉄十和田観光電鉄線（三沢駅 - 十和田市駅）廃止[8]。
  - 長野電鉄屋代線（屋代駅 - 須坂駅）廃止[8]。

2014年
- 4月1日：JR東日本岩泉線（茂市駅 - 岩泉駅）廃止[6]。
- 5月12日：JR北海道江差線（木古内駅 - 江差駅）部分廃止[6]。

2016年
- 12月5日：JR北海道留萌本線（留萌駅 - 増毛駅）部分廃止[6]

2018年
- 3月31日：JR西日本三江線（江津駅 - 三次駅）廃止[6]。

2019年
- 4月1日：JR北海道石勝線の夕張支線（新夕張駅 - 夕張駅）廃止[6]。

### 2020年代
2020年
- 4月1日：
  - JR東日本大船渡線（気仙沼駅 - 盛駅）部分廃止[6]。
  - JR東日本気仙沼線（柳津駅 - 気仙沼駅）部分廃止[6]。
- 5月7日：JR北海道札沼線（北海道医療大学駅 - 新十津川駅）部分廃止[6]。

2021年
- 4月1日：JR北海道日高本線（鵡川駅 - 様似駅）部分廃止[6]。

2023年
- 4月1日：JR北海道留萌本線（石狩沼田駅 - 留萌駅）部分廃止。
- 12月27日：東京都交通局上野懸垂線廃止[9]。

2024年
- 4月1日：JR北海道根室本線（富良野駅 - 新得駅）部分廃止。[10]
- 5月1日：スカイレールサービス広島短距離交通瀬野線（みどり口駅 - みどり中央駅）廃止[11]。